# Caoimhín Kelleher
Caoimhín Odhrán Kelleher er en irsk professionel fodboldspiller, der spiller som målmand for Premier League-klubben Brentford og Irlands landshold.